# إيواو ياماني
إيواو ياماني (باليابانية: 山根 巌) (31 يوليو 1976 في هيروشيما في اليابان – )؛ هو لاعب كرة قدم ياباني سابق كان يلعب كلاعب وسط.

## وصلات خارجية
- إيواو ياماني على موقع رابطة كرة القدم اليابانية للمحترفين (اليابانية)
- إيواو ياماني على موقع قاعدة بيانات كرة القدم.إي يو (الإنجليزية)
- إيواو ياماني على موقع Soccerway.com (الإنجليزية)
- إيواو ياماني على موقع عالم كرة القدم.نت (الإنجليزية)